# Giubileo del 2000

Il marchio ufficiale del Grande Giubileo del 2000 (dettagli).

Il Grande Giubileo del 2000 è stato un evento nella Chiesa cattolica; come altri precedenti anni di Giubileo, è stata una celebrazione della pietà di Dio e del perdono dei peccati. La maggiore innovazione in questo Giubileo è stata l'aggiunta di molti Giubilei particolari per vari gruppi di persone ed è stato celebrato simultaneamente a Roma, in Terra santa e in molte altre parti del mondo.

## Preparativi

Il logo dell'Agenzia Romana per la Preparazione al Grande Giubileo dell'Anno 2000.

I preparativi per il Grande Giubileo sono iniziati quando papa Giovanni Paolo II ha emesso la sua lettera apostolica Tertio Millennio Adveniente (dal latino: "All'approssimarsi del Terzo Millennio") il 10 novembre 1994.
Nella lettera, egli invitava la Chiesa a iniziare un periodo di tre anni di intensi preparativi per la celebrazione del terzo millennio cristiano.
- Il primo anno, il 1997, è stato caratterizzato da un'esplorazione della Persona di Gesù.
- Il secondo, il 1998, dalla meditazione sulla Persona dello Spirito Santo.
- Il terzo, il 1999, dalla meditazione sulla Persona di Dio il Padre.

Ciascun anno è stato accompagnato da una speciale preghiera di affidamento alla Beata Vergine Maria.
La convocazione formale dell'anno santo è arrivata attraverso la bolla papale di indicazione, Incarnationis Mysterium (dal latino: Mistero dell'Incarnazione), il 29 novembre 1998.
Nella bolla, il papa indicava il suo desiderio di guidare la Chiesa dentro il Grande Giubileo sin dall'inizio del suo pontificato.
Spiegava come questo Giubileo sarebbe stato una possibilità di aprire nuovi orizzonti alla predicazione del Regno di Dio. Comunque, sarebbe stato anche un tempo di penitenza, sia per gli individui che per la Chiesa intera. Inoltre, ha insistito sul carattere ecumenico di questo evento che coinvolgeva cioè non solo i cattolici ma tutti i cristiani e il mondo intero.
Le varie chiese e basiliche di Roma hanno approfittato del giubileo per eseguire lunghe e necessarie riparazioni.
La facciata della basilica di San Pietro in Vaticano ha avuto l'impalcatura per mesi per rimuovere accuratamente la sporcizia di secoli.
La Santa Sede ha disposto anche la costruzione di un imponente parcheggio coperto sotto il colle del Gianicolo, al fine di ospitare tutti gli autobus previsti in arrivo.
La costruzione del parcheggio è stata bloccata per qualche tempo in seguito alla scoperta di mosaici risalenti al periodo imperiale in sale sconosciute fino ad allora localizzate sotto il colle. Questi mosaici sono stati tutti trasferiti in modo da permettere il completamento del parcheggio in tempo per il giubileo.

### Inno
L'inno ufficiale del Grande Giubileo del 2000 fu il brano Gloria a te Cristo Gesù, composto da Jean-Paul Lécot e presentato per la prima volta al pubblico da Andrea Bocelli.

### Logo
Il logo del Giubileo venne selezionato nel 1996 tramite un concorso pubblico: vinse la proposta di Emanuela Rocchi, classe 1974, romana, all'epoca allieva della Scuola dell'Arte della medaglia dell'Istituto Poligrafico e Zecca dello Stato. Il simbolo presenta cinque colombe policrome stilizzate e unite in una figura unica (rappresentazione dei cinque continenti terrestri), sovrapposte a una croce anch'essa policroma (che idealmente "sostiene" le colombe) e ad un cerchio azzurro (rappresentazione dell'universo); attorno a tale emblema è riportato il motto dell'anno giubilare (Christus heri, hodie, semper, ovvero "Cristo ieri, oggi, sempre") e, all'esterno dell'insieme, la scritta Iubilaeum A.D. 2000.

### Il Piviale giubilare
L'imponente manto tessuto, indossato da Sua Santità Giovanni Paolo II per l'apertura della Porta Santa in occasione del grande Giubileo del 2000, in colori smaglianti (grazie all'uso del lurex) realizzato a Prato è esposto al Museo del Tessuto.

## Indulgenza del Giubileo
Alla bolla di indicazione ha fatto seguito un documento dal penitenziere apostolico che indicava le condizioni per ricevere l'indulgenza del Giubileo.
Con molto riguardo, queste condizioni sono state largamente semplificate rispetto agli anni precedenti.
Le normali condizioni di confessione, eucaristia, preghiera per il papa e rinuncia all'attaccamento al peccato sono rimaste invariate, ma a differenza dei precedenti giubilei, era necessario visitare solo una singola chiesa in un singolo giorno.
L'indulgenza poteva essere ottenuta a Roma visitando una delle quattro basiliche patriarcali, la Basilica di San Pietro, San Giovanni Laterano, San Paolo fuori le mura o Santa Maria Maggiore, come pure visitando il Santuario della Madonna del Divino Amore, la Basilica di San Lorenzo fuori le mura o le catacombe cristiane di Roma.
Durante la visita, il pellegrino doveva prendere parte alla celebrazione eucaristica o trascorrere mezz'ora in adorazione eucaristica.
L'indulgenza si poteva ottenere anche in Terra Santa visitando la Basilica del Santo Sepolcro a Gerusalemme, la Chiesa della Natività a Betlemme, o la Chiesa dell'Annunciazione a Nazaret.
Inoltre, il giubileo è stato esteso a tutte le diocesi del mondo.
Una visita alla cattedrale, chiesa o un altro santuario indicato dal vescovo sarebbe stata sufficiente per ottenere l'indulgenza del Giubileo.
Suore e frati di clausura potevano ottenere l'indulgenza presso le loro cappelle.
Infine, l'indulgenza poteva essere ottenuta attraverso il sacrificio personale o opere di carità.
Furono specificatamente citati come sacrifici, smettere di fumare o bere alcool per almeno un giorno o fare una donazione per aiutare il povero.

## Punti rilevanti
I Giubilei particolari hanno caratterizzato ciascuna settimana dell'anno 2000. C'erano speciali servizi di Vespri tenuti ogni giorno presso la Basilica di San Pietro, spesso con la partecipazione del papa. Quasi ciascuna domenica era dedicata a una speciale celebrazione di alcuni settori della società. (Vedi la lista alla fine di questo articolo).
Alcuni eventi dell'anno del Giubileo sono stati comunque visti come particolarmente significativi.

### Apertura

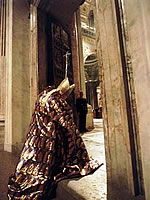
Papa Giovanni Paolo II apre la porta santa del Giubileo del 2000

Il Papa ha dato inizio al Giubileo con l'apertura della porta santa della basilica di San Pietro qualche istante prima della Messa di Mezzanotte il 24 dicembre 1999. La maggior parte del tempo, le porte sante delle basiliche patriarcali sono chiuse ermeticamente. In occasione dell'anno del Giubileo, il Papa apre le porte come simbolo di apertura delle porte della grazia. I pellegrini che visitano le basiliche per ottenere l'indulgenza del Giubileo entrano nelle basiliche attraverso queste porte speciali. Per la maggior parte dell'anno del Giubileo, si sono formate lunghe file per entrare attraverso la porta.
Giovanni Paolo II ha semplificato in modo considerevole il rito di apertura rispetto ai precedenti giubilei, eliminando in particolare l’abbattimento del muro di chiusura, che era invece stato rimosso dagli operai nei giorni precedenti. Dopo una serie di preghiere e inni, il papa ha spinto con le sue mani le porte mentre esse venivano tirate dall'interno dagli assistenti e si è poi inginocchiato in adorazione sulla soglia della basilica, impugnando la ferula di Lello Scorzelli.
La porta santa di San Giovanni Laterano è stata aperta dal Papa il giorno seguente e quella di Santa Maria Maggiore il 1º gennaio 2000.

### Celebrazione ecumenica presso la basilica di San Paolo fuori le Mura
La quarta porta santa, quella di San Paolo fuori le Mura, non è stata aperta fino al 18 gennaio 2000, per inaugurare la settimana di preghiera per l'Unità dei Cristiani. Per la celebrazione, il Papa ha programmato un servizio ecumenico, invitando a prendervi parte capi di tutte le religioni cristiane. Ventidue capi cristiani hanno accettato l'invito, insieme con i rappresentanti del Concilio Mondiale delle Chiese, che rappresenta 337 denominazioni.
L'apertura della porta è stata eseguita simultaneamente dal Papa, dal Metropolitano Atanasio, rappresentante del Patriarca Ecumenico, e George Carey, Arcivescovo di Canterbury. Tutti e tre si sono inginocchiati sulla soglia della Basilica, uniti in preghiera. La liturgia del giorno includeva letture dalla Bibbia, del martire luterano Dietrich Bonhoeffer e del teologo russo Georges Florovsky.

### Preghiera per il perdono dei peccati della Chiesa
Una cerimonia particolarmente significativa del Giubileo, chiamata la “Giornata del Perdono”, si è svolta il 12 marzo 2000, la prima domenica di Quaresima. Qui il Papa ha supplicato il perdono da Dio per i peccati commessi dai membri della Chiesa.
Sette prelati della Curia hanno letto alcune speciali preghiere chiedendo il perdono in ambiti specifici.
- Il primo, il cardinale Bernardin Gantin, decano del Collegio dei Cardinali, ha fatto una confessione generale dei peccati dei cristiani nel corso della storia.
- Il cardinale Joseph Ratzinger, prefetto della Congregazione per la dottrina della fede, ha fatto la confessione degli errori fatti per l'uso di metodi non evangelici nel servizio della fede, come per esempio l'Inquisizione.
- Il cardinale Roger Etchegaray, presidente del Comitato Centrale per il Giubileo ha esortato la confessione dei peccati che hanno causato la divisione tra i cristiani.
- Il cardinale Edward Idris Cassidy, presidente del Pontificio consiglio per la promozione dell'unità dei cristiani, ha riconosciuto gli errori commessi "contro i popoli dell'alleanza", gli Ebrei.
- L'arcivescovo giapponese Stephen Fumio Hamao, presidente del Pontificio consiglio della pastorale per i migranti e gli itineranti, ha menzionato i peccati commessi contro l'amore, la pace, i diritti delle persone, il rispetto delle culture e religioni.
- Il cardinale nigeriano Francis Arinze, presidente del Pontificio consiglio per il dialogo interreligioso, ha richiesto la confessione dei peccati che hanno leso la dignità della donna e l'unità del genere umano.
- Infine, l'arcivescovo vietnamita François-Xavier Nguyên Van Thuán, presidente del Pontificio consiglio della giustizia e della pace, ha incoraggiato la confessione dei peccati nell'area del diritti fondamentali della persona: abusi contro i bambini, emarginazione dei poveri, soppressione della vita all'interno dell'utero materno o l'uso dei feti per la sperimentazione.

Questo mea culpa della Chiesa è stato ampiamente accolto favorevolmente, eccetto che da alcuni membri tradizionalisti della Chiesa cattolica per i quali la richiesta di perdono sarebbe stata eccessiva  danneggiando la dottrina secondo la quale la Chiesa è santa. Il Papa, più tardi, alla preghiera dell'Angelus, ha indicato che tale cerimonia era necessaria:

### Preghiera di papa Giovanni Paolo II al Muro del Pianto
Dal 21 marzo al 26 marzo del 2000, il Papa ha realizzato un sogno da lungo tempo atteso: compiere un personale pellegrinaggio nella Terra santa. Questo è stato il suo unico viaggio fuori dall'Italia durante il Grande Giubileo. Il Papa ha visitato la Giordania, Israele e le terre rimaste all'Autorità Nazionale Palestinese. Due avvenimenti particolarmente importanti di quella visita sono stati la sua preghiera al Muro del Pianto dove ha posto, in una fessura del muro, una copia della preghiera di perdono per i peccati commessi contro gli Ebrei, e la sua celebrazione della Messa nel Cenacolo a Gerusalemme.
Il Cenacolo era stato chiuso a papa Paolo VI quando visitò Gerusalemme nel 1964 perché lo stesso luogo è venerato nel giudaismo in quanto luogo di sepoltura del re David. A papa Giovanni Paolo II è stato permesso di celebrare in questo luogo altamente santo della Cristianità dove ha predicato sulle parole: Cristo è morto, Cristo è risorto, Cristo tornerà. Dopo la visita, il governo israeliano ha disposto il trasferimento del possesso del cenacolo alla Chiesa Cattolica in cambio di Santa Maria Blanca, una sinagoga di Toledo, Spagna, che era stata convertita in una chiesa.

### Giornata Mondiale della Gioventù
La XV Giornata Mondiale della Gioventù è stata un evento estremamente partecipato. Si stima che circa due milioni di giovani abbiano partecipato alla Messa di chiusura. Le metropolitane romane erano piene di giovani da tutto il mondo che cantavano. L'area intorno al Circo Massimo è stata trasformata in una grande area per le confessioni. C'erano sempre lunghe file verso questi confessionali e la maggior parte dei sacerdoti a Roma hanno trascorso diverse ore in questo luogo.
L'evento è culminato con la messa del 20 agosto 2000 tenutasi in un grande campo appartenente all'Università Tor Vergata di Roma dove una grande croce in ferro ricorda l'evento.

### Giubileo degli Sportivi
Si tiene domenica 29 ottobre allo stadio Olimpico di Roma. Momento clou della giornata la partita di calcio tra la Nazionale di calcio italiana, allora guidata da Giovanni Trapattoni, e una selezione di campioni stranieri della Serie A guidata da Sven-Göran Eriksson e Fabio Capello, allenatori rispettivamente di Lazio e Roma. Significativa la convocazione di Roberto Baggio.
La partita si concluderà dopo 45 minuti con un punteggio di 0 a 0.
Formazione della nazionale italiana: Abbiati, Buffon, Toldo, Adani, Bertotto, Cannavaro, Ferrara, Iuliano, Maldini, Negro, Nesta, Pancaro, Albertini, Ambrosini, Baronio, Coco, Conte, Di Biagio, Di Livio, Fiore, Gattuso, Pessotto, R. Baggio, Del Piero, Delvecchio, Montella, Inzaghi, Totti, Zola, Commissario Tecnico: Trapattoni

### Chiusura
Il Giubileo si è chiuso il 6 gennaio 2001 con la Messa dell'Epifania. La notte precedente, la Basilica di San Pietro è rimasta aperta fino a che l'ultimo pellegrino è passato attraverso la porta santa. Ciò è accaduto verso le 3.00 di mattina del 6 gennaio.
Dopo aver chiuso solennemente la porta santa, il Papa ha celebrato la messa di fronte alla basilica di fronte a circa 100.000 persone presenti in Piazza San Pietro. Per l'occasione il Papa ha firmato la sua Lettera Apostolica Novo Millennio Ineunte ("All'entrare al nuovo Millennio"), nella quale delinea i suoi piani per la Chiesa del XXI secolo.

## Il Giubileo al di là della Chiesa cattolica
La proposta di celebrare l'anno 2000 era stata accolta molto bene anche dagli altri cristiani. In precedenza, il Vaticano aveva ricevuto una delusione in quanto i Valdesi, la sola vasta religione protestante in Italia, avevano rifiutato di partecipare a causa della loro disputa sull'indulgenza del Giubileo. Nonostante ciò, anche molti cristiani non cattolici hanno celebrato questo anno in un modo speciale.
Ci sono stati anche vari sforzi speciali in questo anno per portare luce sui temi sociali. Considerando che i Giubilei biblici comportavano il condono dei debiti, il cantante rock Bono (U2) ha organizzato un gruppo per aumentare la consapevolezza sul fatto che vi sono nazioni in via di sviluppo soffocate da un debito estero che probabilmente non riusciranno a restituire. Con la benedizione del Papa, hanno cercato di convincere governanti e banche internazionali a cancellare tali debiti durante l'anno del Giubileo. Tale obiettivo di sensibilizzazione portò, nel 2002 a fondare l'ONG Data.
Il gruppo italiano Nessuno tocchi Caino ha colto l'occasione del Giubileo per chiedere la fine della pena capitale nel mondo. Ogni volta che un Paese ha scelto di commutare una sentenza di morte o abolire la pena capitale, il gruppo illuminava il Colosseo romano per vari giorni.
Il Papa ha chiesto anche una moratoria sulle esecuzioni e, se possibile, l'abolizione della pratica.
Il 9 luglio 2000, il Papa ha visitato il carcere di Regina Coeli a Roma.
RAI e Agenzia Romana per il Giubileo producono il film Eterne le strade di Roma attraverso i deserti di Filippo Porcelli. Il film, interamente realizzato con materiali di repertorio, è presentato alla 55ª Mostra del Cinema di Venezia ed è proiettato per tutto il 2000 nei Centri di Accoglienza dei pellegrini a Roma.

## Eventi del Giubileo presieduti da Giovanni Paolo II
- 24 dicembre 1999: apertura della Porta Santa della Basilica di San Pietro in Vaticano
- 25 dicembre 1999: apertura della Porta Santa della Basilica di San Giovanni in Laterano
- 1º gennaio 2000: apertura della Porta Santa della Basilica di Santa Maria Maggiore
- 18 gennaio 2000: apertura della Porta Santa della Basilica di San Paolo fuori le mura
- 2 febbraio 2000: Giubileo della Vita consacrata
- 11 febbraio 2000: Giubileo dei Malati e del personale sanitario
- 18 febbraio 2000: Giubileo degli Artisti
- 19 febbraio 2000: Giubileo dei Diaconi Permanenti
- 22 febbraio 2000: Giubileo della Curia romana
- 12 marzo 2000: Giornata del Perdono
- 19 marzo 2000: Giubileo degli Artigiani
- 16 aprile 2000: Domenica delle palme
- 1º maggio 2000: Giubileo dei Lavoratori
- 7 maggio 2000: commemorazione dei testimoni della fede del XX secolo
- 18 maggio 2000: Giubileo dei Sacerdoti
- 25 maggio 2000: Giubileo degli Scienziati
- 28 maggio 2000: Giubileo della Diocesi di Roma
- 2 giugno 2000: Giubileo dei Migranti
- 4 giugno 2000: Giubileo dei Giornalisti
- 18 giugno 2000: apertura del Congresso Eucaristico Internazionale
- 22 giugno 2000: Solennità del Corpo di Cristo
- 25 giugno 2000: conclusione del Congresso Eucaristico Internazionale
- 9 luglio 2000: Giubileo nelle Carceri
- 15 agosto 2000: apertura della Giornata mondiale della gioventù
- 19 agosto 2000: Vigilia con la gioventù mondiale a Tor Vergata
- 20 agosto 2000: Giubileo dei giovani e conclusione della Giornata Mondiale della Gioventù
- 11 settembre 2000: Giubileo delle Università del mondo
- 15 settembre 2000: Giubileo dei Nunzi Apostolici
- 17 settembre 2000: "Giubileo dei Cittadini più Anziani" – Giubileo della Terza età
- 7 e 8 ottobre 2000: Giubileo dei Vescovi
- 14 e 15 ottobre 2000: Giubileo delle Famiglie ed Incontro mondiale delle famiglie
- 22 ottobre 2000: Domenica delle Missioni del mondo
- 29 ottobre 2000: Giubileo del Mondo dello Sport
- 1º novembre 2000: 50º Anniversario del dogma dell'Assunzione
- 5 novembre 2000: Giubileo degli Statisti e Politici
- 12 novembre 2000: Giubileo del Mondo dell'Agricoltura
- 19 novembre 2000: Giubileo delle Forze Armate e della Polizia
- 26 novembre 2000: Giubileo dell'Apostolato dei Laici
- 3 dicembre 2000: Giubileo delle Comunità con persone con una disabilità
- 10 dicembre 2000: Giubileo dei Catechisti e Insegnanti
- 17 dicembre 2000: Giubileo del Mondo dello Spettacolo
- 6 gennaio 2001: Chiusura della Porta santa della Basilica di San Pietro in Vaticano